# Falko Zandstra
Falko Zandstra (Heerenveen, 27 dicembre 1971) è un ex pattinatore di velocità su ghiaccio olandese.

## Palmarès

### Olimpiadi
- Argento a Albertville 1992 nei 5000 metri.
- Bronzo a Lillehammer 1994 nei 1500 metri.

### Mondiali - Completi
- Oro a Hamar 1993.
- Argento a Calgary 1992.

### Europei
- Oro a Heerenveen 1992.
- Oro a Heerenveen 1993.
- Argento a Heerenveen 1995.
- Bronzo a Hamar 1994.
- Bronzo a Heerenveen 1997.

### Mondiali Juniores
- Oro a Obihiro 1990.
- Oro a Calgary 1991.